# یواخیم فوکسبرگر
یواخیم فوکسبرگر (آلمانی: Joachim Fuchsberger; زاده ۱۱ مارس ۱۹۲۷ – درگذشته ۱۱ سپتامبر ۲۰۱۴) هنرپیشه، مجری تلویزیون اهل آلمان بود. وی بین سال‌های ۱۹۵۳ تا ۲۰۱۳ میلادی فعالیت می‌کرد.
از فیلم‌ها یا برنامه‌های تلویزیونی که وی در آن نقش داشته‌است می‌توان به من او را خوب می‌شناختم، آخرین نفر، چه بر سر سولانژ آوردی؟ و کماندوها اشاره کرد.